# Mathieu Cafaro
Mathieu Cafaro (Saint-Doulchard, 25 de marzo de 1997) es un futbolista francés que juega de delantero en el Paris F. C. de la Ligue 1.

## Trayectoria
Cafaro comenzó su carrera deportiva en el Toulouse F. C., debutando en la Ligue 1 el 10 de septiembre de 2015 en un partido frente al S. C. Bastia. Fue despedido del club en abril de 2017, después de haber disparado con un arma de airsoft a un transeúnte.

### Stade de Reims
En 2017 fichó por el Stade de Reims, consiguiendo el ascenso a la Ligue 1 en la temporada 2017-18.

## Clubes
| Club                         | País    | Año       |
| ---------------------------- | ------- | --------- |
| Toulouse F. C.               | Francia | 2015-2017 |
| Stade de Reims               | Francia | 2017-2022 |
| Standard de Lieja            | Bélgica | 2022-2023 |
| A. S. Saint-Étienne (cedido) | Francia | 2022-2023 |
| A. S. Saint-Étienne          | Francia | 2023-2025 |
| Paris F. C.                  | Francia | 2025-     |

## Palmarés

### Títulos nacionales
| Título  | Club           | País    | Año  |
| ------- | -------------- | ------- | ---- |
| Ligue 2 | Stade de Reims | Francia | 2018 |